# 브루즈
브루즈(Broods)는 뉴질랜드의 일렉트로 팝 듀오이다. 조지아와 칼렙은 남매 사이다.

## 음반 목록

### 정규
- Evergreen (2014)
- Conscious (2016)

### EP
- Broods (2014)